# Lauren Lee Smith
Lauren Lee Smith (Vancouver, 19 giugno 1980) è un'attrice canadese.
È nota per aver interpretato la protagonista Frankie Drake nella serie televisiva Frankie Drake Mysteries (2017-2021).

## Biografia
Nata a Vancouver, Columbia Britannica, in Canada. Figliastra di un documentarista, Lauren viaggia per il mondo con la famiglia. All'età di 14 anni, la sua famiglia si trasferisce a Los Angeles, in California, dove inizia la carriera di modella. A 19 anni, partecipa al remake del film Carter, dal titolo La vendetta di Carter.
È apparsa anche in lavori come Christy - Ritorno a Cutter Gap e Christy - Le scelte del cuore ed è stata tra gli interpreti della serie TV Mutant X, in cui recitava il ruolo di Emma deLauro.
Contemporaneamente fa anche la comparsa in alcuni episodi di serie televisive come The Dead Zone, The Twilight Zone e Blade - La serie. La Smith è stata anche protagonista di alcuni episodi di The L Word, nel ruolo di Lara Perkins.
Nel 2005, è la protagonista del film Il sesso secondo lei con Eric Balfour, dove recita nel ruolo di Leila. Nell'autunno 2006 ha un ruolo importante nella serie TV canadese Intelligence. All'inizio del 2007 partecipa alla mini-serie Dragon Boys trasmessa dalla CBC Television.
Nel 2008, partecipa al film Pathology, degli stessi creatori di Crank. Nel film recita anche Milo Ventimiglia della serie TV Heroes. Dal 2008 al 2009, ha preso parte alla nona stagione del telefilm CSI - Scena del crimine.

## Vita privata
Smith ha sposato il fotografo tedesco Erik Steingröver il 4 aprile 2009. Hanno una figlia, nata nel 2016.

## Filmografia parziale

### Cinema
- La vendetta di Carter (Get Carter), regia di Stephen Kay (2000)
- Il sesso secondo lei (Lie with Me), regia di Clément Virgo (2005)
- Art School Confidential - I segreti della scuola d'arte (Art School Confidential), regia di Terry Zwigoff (2006)
- The Last Kiss, regia di Tony Goldwyn (2006)
- One Way, regia di Reto Salimbeni (2006)
- Normal, regia di Carl Bessai (2007)
- Late Fragment, regia di Daryl Cloran, Anita Doron e Mateo Guez (2007)
- La vendetta di Halloween (Trick 'r Treat), regia di Michael Dougherty (2007)
- Pathology, regia di Marc Schölermann (2008)
- An American Carol, regia di David Zucker (2008)
- Helen, regia di Sandra Nettelbeck (2009)
- Girl Walks into a Bar, regia di Sebastián Gutiérrez (2011)
- Cinemanovels, regia di Terry Miles (2013)
- 3 giorni a L'Avana (3 Days in Havana), regia di Gil Bellows e Tony Pantages (2013)
- Resta anche domani (If I Stay), regia di R. J. Cutler (2014)
- How to Plan an Orgy in a Small Town, regia di Jeremy Lalonde (2015)
- La forma dell'acqua - The Shape of Water (The Shape of Water), regia di Guillermo del Toro (2017)
- Was uns nicht umbringt, regia di Sandra Nettelbeck (2018)

### Televisione
- 2gether: The Series – serie TV, 11 episodi (2000)
- Christy - Ritorno a Cutter Gap (Christy: Return to Cutter Gap), regia di Chuck Bowman – film TV (2000)
- Dark Angel – serie TV, episodio 1x01 (2000)
- Christy - Le scelte del cuore (Christy: Choices of the Heart), regia di George Kaczender e Don McBrearty – miniserie TV (2001)
- L'abito da sposa (The Wedding Dress), regia di Sam Pillsbury – miniserie TV (2001)
- Mutant X - serie TV, 44 episodi (2001-2003)
- Beyond Belief: Fact or Fiction – serie TV, episodio 4x01 (2002)
- The Twilight Zone – serie TV, episodio 1x43 (2003)
- La chiave del cuore (I Want to Marry Ryan Banks), regia di Sheldon Larry – film TV (2004)
- Il club delle sopravvissute (The Survivors Club), regia di Christopher Leitch – film TV (2004)
- The Dead Zone – serie TV, episodio 3x05 (2004)
- The L Word – serie TV, 20 episodi (2004-2006)
- Blade - La serie (Blade: The Series) – serie TV, episodio 1x11 (2006)
- Intelligence – serie TV, 10 episodi (2006-2007)
- Dragon Boys, regia di Jerry Ciccoritti – miniserie TV (2007)
- CSI - Scena del crimine (CSI: Crime Scene Investigation) – serie TV, 22 episodi (2008-2009)
- Psych – serie TV, episodio 5x02 (2010)
- Hindenburg - L'ultimo volo (Hindenburg), regia di Philipp Kadelbach – film TV (2011)
- Good Dog – serie TV, 13 episodi (2011)
- The Listener – serie TV, 52 episodi (2011-2014)
- Good God – serie TV, episodio 1x01 (2012)
- I misteri di Murdoch (Murdoch Mysteries) – serie TV, episodio 7x11 (2014)
- Saving Hope – serie TV, episodio 3x09 (2014)
- Ascension – miniserie TV, 3 puntate (2014)
- This Life – serie TV, 20 episodi (2015-2016)
- Frankie Drake Mysteries – serie TV, 41 episodi (2017-2021)
- Hudson & Rex – serie TV, episodio 1x08 (2019)
- L'anello perfetto (A Wedding Ring), regia di Graeme Campbell – film TV (2021)
- Doomsday Mom (A Wedding Ring), regia di Bradley Walsh – film TV (2021)

## Doppiatrici italiane
Nelle versioni in italiano delle opere in cui ha recitato, Lauren Lee Smith è stata doppiata da:
- Eleonora De Angelis in CSI - Scena del crimine, La forma dell'acqua - The Shape of Water
- Ilaria Latini in The L Word, The Listener
- Alessandra Felletti ne Il sesso secondo lei
- Monica Vulcano in Art School Confidential
- Rossella Acerbo in The Last Kiss
- Marcella Silvestri ne La vendetta di Halloween
- Valentina Mari in Psych
- Francesca Fiorentini in Hindenburg - L'ultimo volo
- Laura Lenghi in Resta anche domani
- Ilaria Stagni in Mutant X
- Emanuela Damasio in Frankie Drake Mysteries
- Benedetta Degli Innocenti in Departure